# 迪安·奥利弗·巴罗
迪安·奥利弗·巴罗（英語：Dean Oliver Barrow；1951年3月2日—），前伯利兹总理、联合民主党领袖。

## 生平
巴罗先后在伯利兹的圣米切尔学院、巴巴多斯西印度群岛大学、牙买加金斯敦的诺曼·曼利法学院、美国迈阿密大学法学院等学校学习，并且获得了西印度群岛大学的法学学士学位。后来他成为一名资深大律师，与人合伙的律师事务所在伯利兹很有名气。
1984年起獲選為女王坊選區國會議員。1993年至1998年，联合民主党执政，曼努埃尔·埃斯基韦尔任总理，他担任副总理兼外交部长。1998年大选，人民联合党获胜，萨伊德·穆萨（Said Musa）出任总理，巴罗开始担任在野的联合民主党领袖。2008年2月，他率领联合民主党，击败了执政长达10年的人民联合党，赢得大选胜利，成为伯利兹历史上第一位黑人总理。
他在2012年和2015年大選中帶領联合民主党獲勝，他遂得以續任總理。之後他宣布將在2020年2月卸任，並於同年11月隨大選卸任議員。其妹角逐並繼承了其議席。